# پارک کی-وون
پارک کی-وون (انگلیسی: Park Ki-won؛ زادهٔ ۲۵ اوت ۱۹۵۱) بازیکن سابق و مربی والیبال اهل کره جنوبی است.
وی از سال ۲۰۰۲ تا ۲۰۰۵ سرمربی تیم ملی والیبال مردان ایران بوده است. از افتخارات کی-وون میتوان به کسب مدال طلا در بازی‌های آسیایی ۱۹۷۸ و کسب مدال نقره در بازی‌های آسیایی ۱۹۷۴ و مقام قهرمانی چلنج‌‌کاپ آسیا در فصل ۲۰۲۳ همراه با تایلند اشاره کرد.

## سابقه

### مربیگری
- پینتو والی
- جونیکاگرومی رجیو کالابریا
- فورلی ۲۰۰۲
- فلورنس ویگِوانو
- سیریو پروجا
- آیکوت والی
- سامیا اسکیو اسپورت
- کوریدونیا
- پیستویا والی لا فنیس
- تیم ملی ایران
- پت کمپانی پروجا
- گامی گریترز
- تیم ملی کره جنوبی
- جامبوهای کورین ایر
- تیم ملی تایلند